# Acanthopsetta
Acanthopsetta is een monotypisch geslacht van straalvinnige vissen uit de familie van schollen (Pleuronectidae).

## Soort
- Acanthopsetta nadeshnyi (Schmidt, 1904)